# Барбер, Скип
Джон «Скип» Ба́рбер (англ. John «Skip» Barber III, 16 ноября 1936 года, Филадельфия) — американский автогонщик, участник чемпионата мира по автогонкам в классе Формула-1.

## Биография
В 1960-х годах стартовал в «Формуле-Форд», выиграл национальное первенство в этом гоночном классе в 1969-1970 годах. В 1971 году приобрёл «March 711», на котором стартовал в четырёх Гран-при чемпионата мира «Формулы-1» и американской «Формуле-5000». На следующий год вновь без особого успеха стартовал на североамериканских этапах чемпионата мира «Формулы-1». Позже открыл собственную гоночную школу и в сотрудничестве с компанией Saab  основал гоночную серию Skip Barber Race Series (в настоящее время - Barber-Dodge Pro Series).

### Skip Barber Racing
После окончания карьеры гонщика, Барбер решил создать свою гоночную команду и автошколу. А годом позже была создана гоночная моносерия. Он верил в то, что в автогонщиков можно тренировать точно так же, как и любых других спортсменов.
В 1975 Барбер создал "Школу экстремального вождения Скипа Барбера" вместе с четырьмя студентами, одолжив два болида Lola-Ford. В 1976 она была переименована в "Школу гоночного вождения им. Барбера" (Skip Barber Racing School). В том же году была создана моносерия Skip Barber Race Series.
Барбер и сегодня имеет отношения к гонкам. Он - владелец трассы Lime Rock Park, располагающейся в северо-восточных холмах Коннектикута. Скип живёт близ городка Шэрон, вместе со своей женой Джуди.
2 марта 2013 года Барбер был включен Зал славы SCCA.

## Результаты гонок в Формуле-1
| Легенда к таблице |                                                                    |
| --- | ------------------------------------------------------------------ |
| В таблице перечислены результаты всех Гран-при Формулы-1, в которых принимал участие гонщик. Строками таблицы являются сезоны, столбцами — этапы чемпионата мира. В каждой клетке указаны сокращённое название этапа и результат, дополнительно обозначенный цветом. Расшифровка обозначений и цветов представлена в нижеследующей таблице. |                                                                    |
| \| Пример \| Описание \| \| ------------ \| ------------------------------------------------------------------ \| \| 1 \| Победитель \| \| 2 \| Второе место \| \| 3 \| Третье место \| \| 5 \| Финишировал, заработав очки \| \| Сход \| Не финишировал, но при этом заработал очки \| \| 12 \| Финишировал, не получив очков \| \| НКЛ \| Финишировал, но не попал в финальную классификацию \| \| 15 \| Участвовал вне зачёта, либо по отдельной классификации \| \| 18 \| Не финишировал, но попал в финальную классификацию \| \| Сход \| Не финишировал \| \| НКВ \| Не прошёл квалификацию \| \| НПКВ \| Не прошёл предквалификацию \| \| ДСК \| Дисквалифицирован \| \| ИСК \| Исключён из протокола соревнований \| \| ТТ \| Заявлен для участия только в тренировках \| \| НС \| Участвовал в квалификации, но не стартовал в гонке \| \| Т \| Травмирован или болен \| \| ОТК \| Отказ от участия \| \| НТР \| Прибыл на соревнования, но на трассу не выезжал \| \| НПР \| Был заявлен в числе участников, но не прибыл к началу соревнований \| \| О \| Соревнования отменены \| \| \| Не участвовал \| \| Поул-позиция \| \| \| Быстрый круг \| \| |                                                                    |
| Пример | Описание                                                           |
| 1 | Победитель                                                         |
| 2 | Второе место                                                       |
| 3 | Третье место                                                       |
| 5 | Финишировал, заработав очки                                        |
| Сход | Не финишировал, но при этом заработал очки                         |
| 12 | Финишировал, не получив очков                                      |
| НКЛ | Финишировал, но не попал в финальную классификацию                 |
| 15 | Участвовал вне зачёта, либо по отдельной классификации             |
| 18 | Не финишировал, но попал в финальную классификацию                 |
| Сход | Не финишировал                                                     |
| НКВ | Не прошёл квалификацию                                             |
| НПКВ | Не прошёл предквалификацию                                         |
| ДСК | Дисквалифицирован                                                  |
| ИСК | Исключён из протокола соревнований                                 |
| ТТ | Заявлен для участия только в тренировках                           |
| НС | Участвовал в квалификации, но не стартовал в гонке                 |
| Т | Травмирован или болен                                              |
| ОТК | Отказ от участия                                                   |
| НТР | Прибыл на соревнования, но на трассу не выезжал                    |
| НПР | Был заявлен в числе участников, но не прибыл к началу соревнований |
| О | Соревнования отменены                                              |
| | Не участвовал                                                      |
| Поул-позиция |                                                                    |
| Быстрый круг |                                                                    |

| Сезон | Команда     | Шасси     | Двигатель | Ш | 1   | 2   | 3       | 4       | 5   | 6   | 7   | 8   | 9   | 10       | 11      | 12     | Место | Очки |
| ----- | ----------- | --------- | --------- | - | --- | --- | ------- | ------- | --- | --- | --- | --- | --- | -------- | ------- | ------ | ----- | ---- |
| 1971  | Джин Мейсон | March 711 | Косворт   | F | ЮАР | ИСП | МОН НКВ | НИД НКЛ | ФРА | ВЕЛ | ГЕР | АВТ | ИТА | КАН Сход | США НКЛ |        | -     | 0    |
| 1972  | Джин Мейсон | March 711 | Косворт   | G | АРГ | ЮАР | ИСП     | МОН     | БЕЛ | ФРА | ВЕЛ | ГЕР | АВТ | ИТА      | КАН НКЛ | США 16 | -     | 0    |